# 乾杯!
「乾杯!」（かんぱい）は、小柳ルミ子の39枚目のシングル。1985年3月5日にSMS Recordsから発売された。

## 概要
表題曲の作詞作曲は、本作で3作連続となる杉本真人が担当。小柳はこの曲で同年の大晦日に放送された第36回NHK紅白歌合戦に出場した。
同時期にリニューアルされた『夜のヒットスタジオDELUXE』では、最初のマンスリーゲストに抜擢され、リニューアルした最初の放送日1985年4月3日に、大勢の男性ダンサーを従えてこの曲を披露している。
B面曲「酔っぱらっちゃった」は、内海美幸（EPICソニー、1982年）のカバーである。

## 収録曲
1. 乾杯!
作詞・作曲：杉本真人、編曲：梅垣達志
2. 酔っぱらっちゃった
作詞：千家和也、作曲：浜圭介、編曲：梅垣達志